# 博风板
博风板又称博缝板、封山板，宋朝《營造法式》时称為榮或搏风板，是用東亞地區歇山顶和悬山顶建筑中的構件。这些建筑的屋顶两端伸出山墙之外，为了防止风、雨、雪、陽光等室外環境破壞侵蝕，將木条固定在檩条顶端，这就是博风板。

## 結構
博風板主要目的是為了保護檁木等支撐屋頂的主要構建，在宫殿、宗教建築等重要建筑中，搏风板比较宽大，同時有美观装饰作用。宋朝时，规定博风板2-3材宽，3-4分厚，板下正中作悬鱼，两旁作惹草。清朝时，板2椼径宽，1/3椼径厚，钉头用七颗金色半圆球形的装饰物作成雪花形状，作为装饰。

## 懸魚惹草
懸魚惹草是安裝在博風板下的常見構件，起源不能確定。麥積山石窟第140窟中的北魏壁畫里已出現魚尾狀懸魚，可知懸魚的做法在南北朝時期已經出現。唐高宗永徽二年（651年）《營繕令》限制能使用懸魚惹草的身分材料可為木製、金屬或者為琉璃瓦。

### 懸魚
懸魚又稱垂魚、脊墜，是博風板山尖下方的構件，宋《營造法式》稱垂魚，多採用華瓣、雲形、魚形或其他變化形式。日式建築有豬目懸魚的形式，由三瓣心形組成:223。

### 惹草
惹草施做在博風板的下方對齊槫(檁)頭，與懸魚相似，多做雲形、如意形、唐草形。

## 圖集
- 武义延福寺大殿歇山顶东面的博风板和悬鱼
- 广州光孝寺大雄宝殿歇山顶西面的博风板和悬鱼
- 北京颐和园苏州街的悬山顶建筑上的博风板